# 20 bästa (album av Harpo)
20 bästa är ett samlingsalbum av den svenska popartisten Harpo, utgivet 1980 på EMI. Albumet utgavs på LP och har inte utkommit på CD.

## Låtlista
Där inte annat anges är låtarna är skrivna av Harpo.
Sida A
1. "Moviestar"
2. "Motorcycle Mama" (Harpo, Bengt Palmers)
3. "Teddy Love" (Harpo, Bengt Palmers)
4. "Bianca"
5. "My Teenage Queen"
6. "In the Zumzumzummernight"
7. "Television"
8. "San Franciscan Nights" (Barry Jenkins, Daniel McCulloch, Eric Burdon, John Weider, Victor Briggs)
9. "Honolulu"
10. "Smile" (Charles Chaplin, Geoffrey Parsons, John Turner)

Sida B
1. "Sayonara" (Harpo, Bengt Palmers)
2. "Rock 'n' Roll-maskin" (Harpo, Kenneth Gärdestad, Ted Gärdestad)
3. "Horoscope"
4. "Dandy" (Harpo, Bengt Palmers)
5. "Jessica"
6. "The World Is a Circus"
7. "My Bubblegum Gun"
8. "Baby Boomerang" (Harpo, Bengt Palmers)
9. "Rock 'n' Roll Clown" (Harpo, Bengt Palmers)
10. "Djungel-Jim"